# ブライアン・マクレアー
ブライアン・マクレアー（Brian John McClair、1963年12月8日 - ）は、スコットランド出身の元サッカー選手、サッカー指導者。ポジションはFW、MF（攻撃的MF）。

## 経歴

### クラブ
マクレアーは1980年に高校を卒業と同時にアストン・ヴィラFCで選手経歴を開始したが、出場機会を得ることは出来ず、1年で退団し、スコットランドのマザーウェルFCへ移籍した。マザーウェルではレギュラーに定着し、2シーズンの間に15得点を記録すると、1983年に￡100,000の移籍金で、強豪のセルティックFCへ移籍した。セルティックでは4シーズン在籍し、リーグ戦145試合に出場し99得点を記録、1986-87シーズンには44試合で35得点を挙げる活躍を見せ、スコットランドPFA年間最優秀選手賞とスコットランドFWA年間最優秀選手賞を同時受賞した。
この活躍により1987年7月に￡850,000の移籍金で、イングランドのマンチェスター・ユナイテッドと契約した。マクレアーは入団最初のシーズンに24得点を記録するなど、マーク・ヒューズとのコンビでフォワードとして活躍を続け、1992年11月にリーズ・ユナイテッドFCからエリック・カントナが加入すると攻撃的MFへとコンバートされた。
マンチャスター・ユナイテッドでは11シーズン間在籍しリーグ通算468試合に出場し126得点を記録。またプレミアリーグ優勝4回（1993年、1994年、1996年、1997年）、FAカップ優勝3回（1990年、1994年、1995年）、フットボールリーグカップ優勝1回（1992年）、UEFAカップウィナーズカップ優勝1回（1991年）に貢献するなど、選手生活を通じて最も大きな成功を収めた。
その後、ロイ・キーンやデビッド・ベッカムらの台頭もあって次第に出場機会を失うようになり、1998年にクラブを退団し、古巣のマザーウェルFCへ移籍、その年に現役を引退した。

### スコットランド代表
スコットランド代表としては、1984年に代表デビュー。FIFAワールドカップに出場することは叶わなかったが、1992年のUEFA EURO '92では代表に選出。1次リーグ最終戦のCIS代表戦では1得点を決め3-0の勝利に貢献した。マクレアーは翌1993年に代表から退くまで国際Aマッチ30試合に出場し2得点を記録した。

### 引退後
引退後は指導者の道へ進み、1998年12月にブラックバーン・ローヴァーズのコーチに就任し、監督のブライアン・キッドを補佐した。2001年からは古巣のマンチャスター・ユナイテッドのスタッフに加わり、2006年からはユースアカデミーのディレクターを務めている。

## 個人タイトル
- スコットランドPFA年間最優秀選手賞 1回（1987年）
- スコットランドFWA年間最優秀選手賞 1回（1987年）